# Daughtry
Daughtry je americká rocková hudební skupina, kterou založil finalista páté řady American Idol Chris Daughtry. Jejich první album s názvem Daughtry bylo vydáno v listopadu 2006. Album, jehož se ve Spojených státech amerických prodalo více než čtyři milióny kopií, bylo oceněno čtyřmi platinovými deskami RIAA. Daughtry bylo rovněž jmenováno americkým hudebním časopisem Billboard jako nejlépe prodávané album roku. Hity „It’s not over“ a „Home“ se dostaly do Top 5 songů Billboard Hot 100.
Druhé album, Leave This Town, šlo do prodeje v červenci roku 2009. Prodalo se více než 1,3 miliónů kopií, za což kapela získala platinovou desku. Třetí studiová deska s názvem ,,Break The Spell" byla dokončena v listopadu roku 2011. Album debutovalo v žebříčku nejlepších deseti alb podle Billboard 200 chart a získalo zlatou desku RIAA. Jejich čtvrté a dosud poslední album Baptized bylo vydáno 19. listopadu 2013. Kapela prodala ve Spojených státech více než 8 miliónu desek a ve světě přes 23 miliónů alb.

## Členové skupiny
Současní členové
- Chris Daughtry – hlavní zpěvák, kytarista (2006-současnost)
- Josh Steely – kytara, doprovodný zpěv (2006-současnost)
- Josh Paul – baskytara (2006 – 2012, 2013-současnost)
- Brian Craddock – kytarista, doprovodný zpěvák (2007-současnost)
- Elvio Fernandes – klávesy, piáno, akustická kytara, doprovodný zpěv (2011-současnost)

Současní členové turné
- Jamal Moore – bicí, perkuse, doprovodný zpěv (2014-současnost)

Bývalí členové
- Jeremy Brady – kytara, doprovodný zpěv (2006–2007)
- Joye Barnes – bicí, perkuse, klávesy, doprovodný zpěv (2006–2010)
- Robin Diaz – bicí, perkuse (2010–2014)

Bývalí členové turné
- Andy Waldeck – baskytarista, doprovodný zpěvák (2012–2013)
- Brandon Maclin – bicí, perkuse (2014)